# ダイエー藤沢店
ダイエー藤沢店（ダイエーふじさわてん）は、神奈川県藤沢市藤沢にあるダイエーの大型商業施設（ショッピングセンター）である。店番号は0753。ネットスーパー取扱店舗。

## 概要

### （初代）ダイエー藤沢店 → トポス藤沢店 →（2代目）ダイエー藤沢店時代
藤沢駅北口の藤沢銀座商店街の一角に存在した店舗で地上6階・地下1階建てだった。当初はダイエーで開業しトポスに業態転換された後、再びダイエーに戻った極めて珍しい例の店舗でもある。
建物は、ミルスペース。が所有しており、「相模プラザ第1ビル」（SC名称は藤沢ショッパーズプラザ）というビル名だった。
なお、当店が開業した5日後に藤沢駅の南口にはイトーヨーカドー藤沢店が開業、価格競争を度々起こして「藤沢戦争」と報道された。
激戦の地、藤沢での競合とのあおりは激しく1986年には月間売上高が5億円に達しなかった。そこでトポスに業態転換しディスカウントストアで巻き返しを図った。その結果、業績がどんどん伸びていき、最盛期の1993年には193億円の売り上げを叩き出すまでに成長した。
ところが、商業集積が藤沢駅南口に移ったため、2009年には売り上げが32億円まで落ちた。2009年には、不採算店舗閉鎖リストの20店舗に入ったが除外され、その後、2010年8月22日に建物の老朽化が著しくなったことを理由に閉店し後に解体された。
建て替え前は客用エレベーターは設置されておらずエスカレーターのみであったが、末期には荷物用エレベーターを開放していた。

### （3代目）ダイエー藤沢店
同じ地で2011年10月8日にダイエーの総合スーパー (GMS) 業態との決別に伴い、GMSからスーパー･スーパーマーケット (SSM) 業態に転換する初の店舗として開業した。建物は地上2階建て。
建物の所有者は変わらなかったが、「相模プラザビル」という名称になった。
食品・衣料品といった日用品に特化した売り場構成となっていて地場食品を扱うなど地域密着型の店作りを目指している。ネットスーパーは2011年11月から開始した。

## フロア構成
直営売り場の1階は食料品や日用消耗品を、2階は衣料品を扱っている。専門店は1階に合鍵・リペア店、クリーニング店とケンタッキーフライドチキンの3店舗が、2階にウエルシア薬局（調剤薬局併設）、ダイソーなど6店舗がある。

## かつて存在した主な専門店
- マクドナルド[要出典]
- アシーネ（書籍）[要出典]
- センチュリー21（不動産・賃貸）[要出典]

## 沿革
- 1973年（昭和48年） - 出店が決定する[9]。
- 1974年（昭和49年）6月22日 - ダイエー藤沢店（初代）開業[1][2]。
- 1988年（昭和63年）3月 - トポスに業態転換[4]。大型店（10,000m²）を業態転換するのは初。[要出典]
- 2006年（平成18年）6月 - 店舗ブランドの見直しに伴い、再度ダイエーに業態転換[4]。
- 2010年（平成22年）8月22日 - 建物の老朽化に伴う建て替え工事のため、ダイエー藤沢店（2代）閉店[5]。
- 2011年（平成23年）10月5日 - ダイエー藤沢店（3代）が入居する「相模プラザビル」が完成し、竣工式と竣工披露宴を実施[要出典]。
- 2011年（平成23年）10月8日 - ダイエー藤沢店（3代）開業[3][4]。